# 1997 JC14
1997 JC14 är en asteroid i huvudbältet som upptäcktes den 8 maj 1997 av Beijing Schmidt CCD Asteroid Program vid Xinglong-observatoriet.
Asteroiden har en diameter på ungefär 5 kilometer.